# اورارتو
اورارتو (به عبرانی آرارات-אֲרָרָט به ارمنی اورارتو-Urartu به آشوری māt Urarṭu به بابلی اوراشتو-Urashtu) که بر پایه انجیل به آن پادشاهی وان و نیز پادشاهی آرارات نیز گفته می‌شود، نام تمدّنی در عصر آهن است. از نقطه نظر گستره جغرافیایی، این تمدن در شمال غرب و غرب ایران، اطراف دریاچه ارومیه، دریاچه وان، سرزمین کوهستانی ارمنستان و ناحیه آناتولی شرقی ترکیه امروزی قرار داشته است. مردم اورارتو از نیاکان ارمنی‌های باستان منطقه بوده‌اند و از حدود سال ۸۶۰ تا ۶۰۰ پیش از میلاد بر این منطقه حکمرانی داشته‌اند.

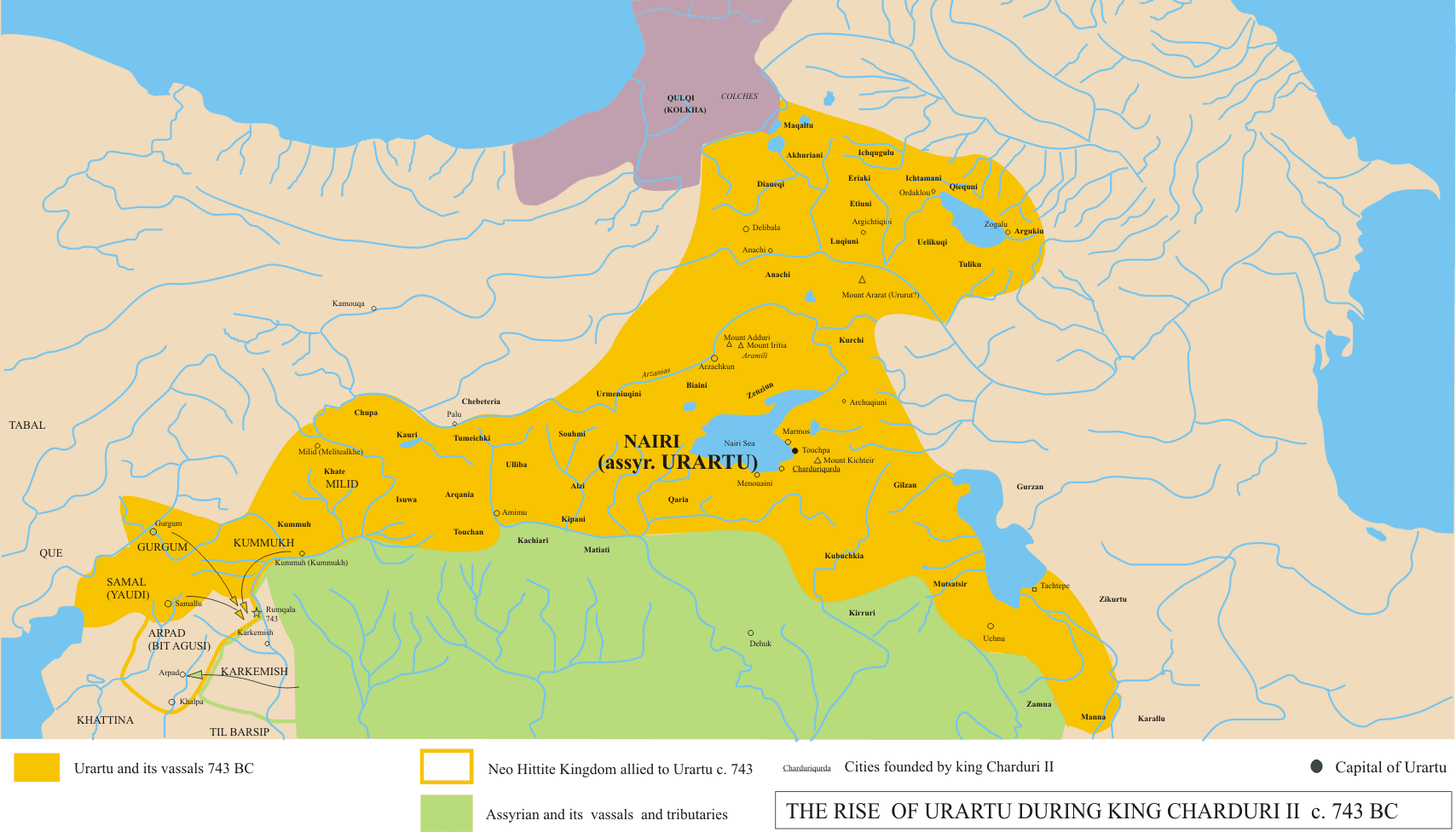
قلمرو اورارتورها (گستره زرد) در بزرگ‌ترین زمانش در ۷۴۳ سال قبل از میلاد در زمان ساردوری دوم

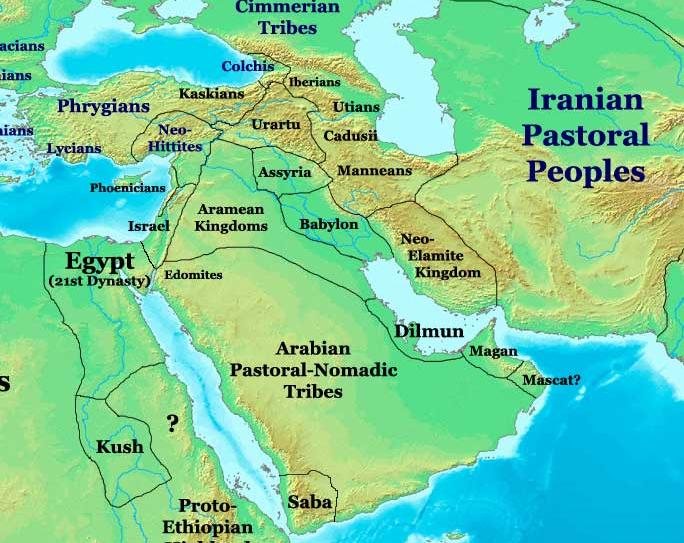
قلمرو اورارتو ۱۰۰۰ سال پیش از میلاد مسیح

 اورارتو وارث پادشاهی میتانی بوده است.

## ریشه اصطلاح
اصطلاح اورارتو، ریشه‌ای آشوری یا میان‌رودانی دارد. اصل این اصطلاح، «آرا - لوت» بوده و اکنون آرارات واژهٔ جایگزین آن است. شلمنسر یکم پادشاه آشور - ۱۲۶۳–۱۲۴۳ پیش از میلاد - پیکاری را گزارش کرده است که در آن سرزمین «اوروآتری» به زیر فرمان او درآمده بود.
شلمنسر یکم از اورارتو به عنوان یک منطقهٔ جغرافیایی یاد کرده نه یک پادشاهی»؛ هشت سرزمین را درون اورارتو نام می‌برد. در زمان لشکرکشی‌های پادشاه آشوری این سرزمین‌ها از هم جدا بوده‌اند و در آن زمان شاه اورارتو بیاینِلی نام داشته است.
از لوح نبشتهٔ نمرود چنین مستفاد می‌گردد که آشوریان در سال -۸۰۲ پ.م. - مدعی فرمانروایی بر الی پی، خارخار، آرازیاش و مسو و کشور مادها و سراسر گیزیل بوندا و مَنا و پارسوآ و آلابریا و آبدادان تا آندیا و دریای کاسپی (خزر) بودند. همهٔ این سرزمین‌ها در این لوح و نوشتهٔ شمشی-آداد پنجم تحت عنوان نائیری تسمیه شده‌اند.
دانشمندان باور دارند که اورارتو گونهٔ اکدی نام آرارات در کتاب عهد عتیق می‌باشد. کوه‌های آرارات نیز از نواحی باستانی اورارتو و نزدیک به ۱۲۰ کیلومتر دورتر از شمال پایتخت پیشین اورارتو قرار داشت. افزون بر این که آن‌ها همان کوه‌های مشهور کتاب مقدس می‌باشند، نام آرارات نام یک پادشاهی در «یرمیه» است که منائیان و اشکناز به آن اشاره کرده‌اند.
دانشمندانی چون لهمان هاپوت باور داشتند که مردم اورارتو خودشان را دنباله‌رو از خدای خود خالدی (خالدینی) می‌دانستند. گاهی تمدن نائیری را که تمدن مردم وان در عصر آهن هست، با آن‌ها اورارتو یکسان می‌پندارند.
در گونهٔ بابلی سنگ نبشته سه زبانهٔ بیستون که سال ۵۲۱ پیش از میلاد به فرمان داریوش بزرگ نقر شده است، این کشور را اورارتو نوشته‌اند. شوبریا بخشی از اتحاد اورارتویی بود که پس از زمانی به بخشی گفته می‌شد که در منطقه‌ای به نام اورمی قرار داشت. هرودوت تاریخدان یونانی آنان را آلارودیان نامیده و از آنان، جزء سپاهیان خشایارشا در لشکرکشی به یونان نام می‌برد.

## جهان‌گشایی ایشپوئینی
قبل از سال - ۸۲۳ پ.م. - و به هنگام جنگ‌های داخلی آشور، ایشپوعینی پادشاه اورارتو به کرانه‌های دریاچه ارومیه آمد و پادشاهی گیلزان را به اورارتو منضم ساخت و ظاهراً شکست سختی به پادشاه ماننا وارد کرد. در دههٔ دوم قرن نهم پ.م. به جای پادشاه ماننایی، شارسینا پسر مک تیارا فرمانروای پادشاهی پیرامون دریاچهٔ ارومیه بوده است

## جهان‌گشایی منوآ

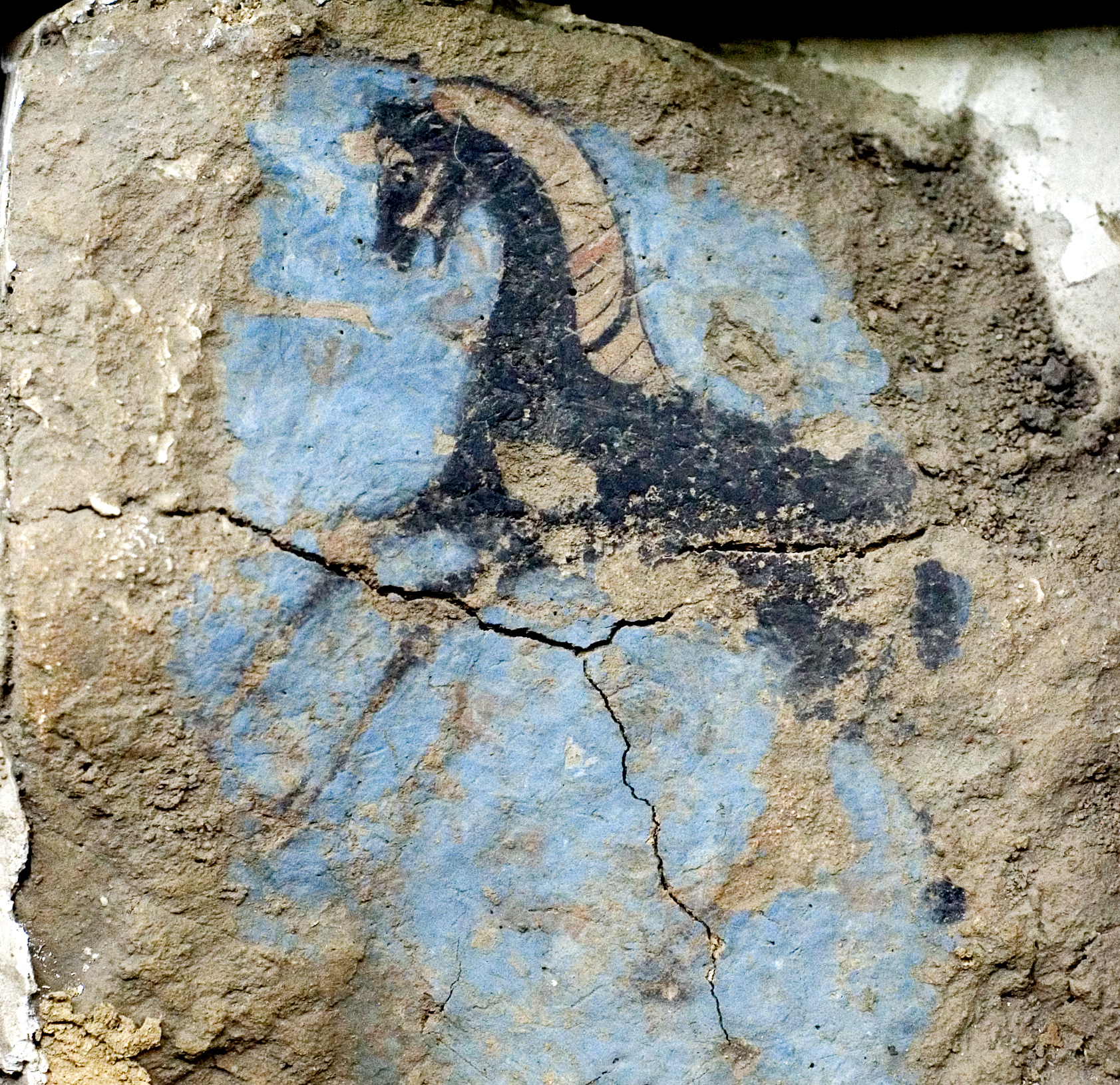
نقاشی فرسکو یک اسب مربوط به هنر تمدن اورارتو در موزه‌ای در ایروان، ارمنستان

دوران حکومت آداد نراری سوم پادشاه آشور، با آغاز تهاجم منوآ پادشاه اورارتو به پیرامون دریاچه ارومیه مصادف بود. به احتمال قوی سمیرامیس و آداد نراری سوم با منوآ دو بار در ماننا و پنج بار در خوبوشکیه در جنوب دریاچه وان و یک بار در درّهٔ علیای فرات پیکار کردند.
شلمنسر چهارم جانشین آداد نراری سوم نیز از سال -۷۸۱ تا ۷۷۸ پ.م. - با اورارتو در جنگ بود، ولی ظاهراً کامیاب نگردید. در آن زمان اورارتو برای آشور خطری جدّی به‌شمار می‌رفت. حتی در پایان قرن نهم پ.م. اورارتوییان موساسیر را در بخش علیای زاب بزرگ اشغال کردند و مستقیماً مرکز خاک آشور را مورد تهدید قرار دادند و در آغاز قرن هشتم وارد قسمت علیای فرات گشتند. محتملا این لشکرکشی‌ها کمتر از دو نبود. پادشاه اورارتو قلعه‌ای در خاک ماننا احداث یا احیا کرد و لوحی از وی در آنجا باقی است که حاکی از آن می‌باشد.
در اوضاع و احوال زندگی شرق قدیم عادهً ساختمان قلعه گواه بر آن بود که سرزمین مورد نظر مبدّل به «حاکم نشین» شده است. مع‌هذا در قرن‌های هشتم و نهم پ.م. در آشور و اورارتو هنوز رسم بود که حاکم یا جانشین پادشاه را برای حکومت بر ناحیه‌ای معین می‌کردند ولی پادشاهان محلّی را هم محفوظ و بر قرار می‌داشتند. ظاهراً چنین وضعی در عهد مینوآ در ماننا پیش‌آمد، زیرا از مدارکی که زین پس یاد می‌شود معلوم خواهد شد که دولت ماننایی کماکان وجود داشته است.

## جهان‌گشایی آرگیشتی یکم

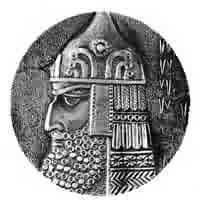
آرگیشتی یکم

کلاه خود اورارتویی در موزه رضا عباسی

ماننا در زمان حکومت آرگیشتی یکم هنوز تابع اورارتو بود. طبق آنچه اصطلاحاً سالنامهٔ خورخور آرگیشتی یکم نامیده می‌شود وی در نقطه‌ای واقع در جنوب ماننا یعنی در همین سرزمین سه بار پیکار کرد و با لشکریان آشور تلاقی نمود و حتی وارد درّهٔ رود دیاله و نامار که منابع اورارتو بابیلو می‌خوانند شد. از جنگ آشور «علیه اورارتو و نامار» در فهرست مردان سال آشوری در ذیل وقایع سال - ۷۷۴ پ.م. یاد شده است؛ بنابراین در آن دوره ماننا هنوز در دست اورارتوییان بود زیرا ایشان در پارسوآ و نامار جنگ می‌کردند و ناگزیر می‌بایست در اراضی ماننا پایگاه داشته باشند. ضمناً این نکته را هم باید تذکر داد که در سال نامه‌های آرگیشتی یکم پادشاه اورارتو تا آن تاریخ از انقیاد دولت ماننا سخنی در میان نیست.
با این وجود اندکی بعد منائیان از اورارتو جدا شدند. ظاهراً وحدت دولت و کشور منائیان که به تمام نواحی مجاور دریاچه ارومیه به استثنای کرانهٔ غربی و شمالی آن بسط یافته بود، در مبارزه با اورارتو استحکام و قوام یافت. دولت منائیان (ماننا) در برابر شاهان اورارتو مقاومت شدیدی ابراز داشت. برغم لشکرکشی‌های خانمان بر باد ده آرگیشتی یکم و دو لشکرکشی جانشین وی ساردوری دوم اورارتوییان دیگر نتوانستند منائیان را قطعاً مطیع و منقاد خویش سازند.
با این حال گاهی موفقیت‌های جزئی نصیب ایشان می‌شد؛ مثلاً در سال - ۷۷۵ پ.م. - آرگیشتی یکم موفق به تصرف بوشتو شد و در سال - ۷۷۱ پ.م. - نواحی چندی در مشرق دریاچهّ ارومیه و در سال - ۷۶۸ پ.م. شهر شاهی شیمری خادیر (شاید همان شوردیره که در منابع آشوری آمده است باشد) را مسخر کرد. اما این فتوحات آرگیشتی یکم موقتی بود و منجر به اشغال دایمی ماننا نگشت؛ ولی ماننا در پایان دوران آرگیشتی یکم کاملاً تابع اورارتو شد زیرا که ساردوری دوم پسر آرگیشتی یکم باری دیگر به نامار لشکر کشید. شاید نیرومندی مجدد ماننا با ضعف موقعیت اورارتو و تقویت آشور که مقارن با سلطنت تیگلات-پیلسر سوم پادشاه آشور بود مربوط باشد. این پادشاه، چنان‌که بعد شرح آن خواهد آمد، ظاهراً در طی نخستین لشکرکشی خویش علیه ماد با ماننا تماس عملیاتی داشت.
به نظر می‌رسد که ساردوری دوم در همان سال ناگزیر با ماننا - در خاک ماننا - پیکار کرد و چنان‌که در سال‌نامه مذکور است پس از اشغال دژ داربو در کرانهٔ شرقی دریاچه ارومیه آن سرزمین را به خاک خویش منضم ساخت. بعد خواهیم دید که نفوذ ماننا به هر تقدیر در نقاط دور دست جنوب و محتملاً به ماوراء ناحیهٔ مسیر رود جغتو بسط یافته بوده است؛ و اینکه ساردوری دوم لشکرکشی به نامار را رسماً لشکرکشی به ماننا خوانده شده نیز حاکی از همین موضوع است. لشکر کشی‌های اورارتوییان علیه ماننا، بعدها بر اثر شکستی که از طرف تیگلات-پیلسر سوم شاه آشور در سال - ۷۴۳ پ.م. - به اورارتوییان وارد آمد متوقف گشت.

## پادشاهان اورارتو
1. آرام پادشاه اورارتو (از ۸۵۸ تا ۸۴۴ پیش از میلاد)
2. لوتیپری (از ۸۴۴ تا ۸۳۴ پیش از میلاد)
3. ساردوری یکم (۸۳۴ تا ۸۲۸ پیش از میلاد)
4. ایشپوئینی (۸۲۵ تا ۸۱۰ پیش از میلاد)
5. منوآ (۸۱۰ تا ۷۸۵ پیش از میلاد)
6. آرگیشتی یکم (۷۸۵ تا ۷۵۳ پیش از میلاد)
7. ساردوری دوم (۷۵۳ تا ۷۳۵ پیش از میلاد)
8. روسای یکم (۷۳۵ تا ۷۱۴ پیش از میلاد)
9. آرگیشتی دوم (۷۱۴ تا ۶۸۰ پیش از میلاد)
10. روسای دوم (۶۸۰ تا ۶۳۹ پیش از میلاد)
11. ساردوری سوم (۶۳۹ تا ۶۳۵ پیش از میلاد)
12. اریمنا (۶۳۵ تا ۶۲۹ پیش از میلاد)
13. روسای سوم (۶۲۹ تا ۶۱۵ پیش از میلاد)
14. ساردوری چهارم (۶۱۵ تا ۵۹۵ پیش از میلاد)
15. روسای چهارم (۵۹۵ تا ۵۸۵ پیش از میلاد)

## موقعیت‌های استقرار
- منشأ دولت اورارتو اطراف دریاچه وان بود و پایتخت آنان شهر توشپا که در ساحل شرقی این دریاچه قرار داشت.[۶]
- رازلیق
- دهستان رازلیق
- قلعه رازلیق

## دیگر آگاهی‌ها
بیشتر اطلاعات ما از تمدن اورارتو، از نوشته‌های آشوری است. قدرت اورارتو آن‌ها را قادر به در اختیار گرفتن تجارت قفقاز و حوزه اطراف دریای خزر می‌کرده است. شهرهای اورارتو معماری خاص و شاهانه‌ای دارند که باقی‌مانده بعضی از آن‌ها در شمال کردستان، حکایت از پیشرفته بودن آن و تأثیرش بر معماری ماد و هخامنشی می‌کند. زبان اورارتو احتمالاً از زبان‌های هورانی بوده (که از زبان‌های مرده، قفقازی هستند) و نزدیکترین زبان مدرن به آنها، زبان گرجی است.
پادشاهان اورارتو در زمان فترت آشور، با گسترش حوزه قدرت خود به شمال بین‌النهرین و شرق سوریه، عملاً نبض تجارت در منطقه آناتولی و بین‌النهرین را در دست گرفتند و قدرت‌گیری آن‌ها تا حدی سبب کاهش قدرت امپراتوری مقتدر و جنگجوی «هیتی» در مرکز آناتولی شد. کلمه اورارتو، ریشهٔ نام کوه آرارات است.
سلطنت اورارتو بعد از سال‌ها جنگ و رقابت با آشور و بعد از حمله کیمری‌ها، در اثر حمله قوم ایرانی اسکیت‌های اشکودا در قرن ششم قبل از میلاد، از بین رفت و باقی‌ماندهٔ آن، به انقیاد پادشاهی ماد درآمد.
دانش‌پژوهی‌ها نشان می‌دهد که گویش اورارتویی به زبان هوریانی شبیه است و زبان کوتی به عنوان زیرگروه زبان هوریانی شناخته شده و زبان ماننایی نیز از زبان هوریانی انشقاق یافته است.